# Enzima de conversie a angiotensinei

Mecanismul catalitic propus al ECA

Enzima de conversie a angiotensinei (EC 3.4.15.1), abreviată ECA, este o componentă centrală a sistemului renină–angiotensină (SRA), care controlează tensiunea prin reglarea volumului de fluide din organism. Aceasta convertește hormonul angiotensină I în varianta activ vasoconstrictoare angiotensină II. Prin urmare, ECA crește în mod indirect tensiunea arterială prin provocarea constricției vaselor de sânge. Inhibitorii ECA sunt utilizați pe scară largă ca medicamente farmaceutice pentru tratamentul bolilor cardiovasculare.
Enzima a fost descoperită de către Leonard T. Skeggs Jr. în 1956. Aceasta este situată în principal în capilarele din plămâni, dar poate fi, de asemenea, găsită în și celule endoteliale și renale epiteliale.
Alte funcții mai puțin cunoscute ale ECA sunt degradarea bradikininei și beta-amiloidului.

## Nomenclatură
ECA mai este cunoscută și sub alte nume:
- dipeptidil carboxipeptidază I
- peptidază P
- dipeptid hidrolază
- peptidil dipeptidază
- kininază II
- enzima de conversie a angiotensinei I
- carboxicatepsină
- dipeptidil carboxipeptidază
- peptidil-dipeptid hidrolază
- peptidildipeptid hidrolază
- peptidil dipeptidază-4
- PDH
- peptidil dipeptid hidrolază
- DCP

## Funcție

Diagrama schematică a sistemului renină–angiotensină–aldosteron

Diagramă anatomică a sistemului renină–angiotensină, arătând rolul ECA la nivelul plămânilor

ECA hidrolizează peptidele prin îndepărtarea unei dipeptide din C-terminus. De asemenea, converteștedecapeptida inactivă angiotensina I în octapeptida angiotensină II prin eliminarea dipeptidei His-Leu.
Angiotensina II este un puternic vasoconstrictor într-o manieră dependentă de concentrație a substratului. Angiotensina II se leagă de receptorul de tip 1 al angiotensinei II (AT1), care declanșează o serie de acțiuni ce duc la vasoconstricție și, prin urmare, creșterea tensiunii arteriale.
ECA este, de asemenea, parte din sistemul kinină-kalicreină în care se degradează bradikinina, un puternic vasodilatator, și alte peptide vasoactive.
Kininaza II este aceeași moelculă ca enzima de conversie a angiotensinei. Astfel, aceeași enzimă (ECA), care generează un vasoconstrictor (ANG II) distruge și vasodilatatoarele (bradikinina).

## Mecanism
ECA este o metaloenzimă pe bază de zinc. Ionul de zinc este esențial pentru activitatea sa, deoarece participă direct în cataliza hidrolizei peptidelor. Prin urmare, ECA poate fi inhibată de agenți de chelare a metalelor.
S-a dovedit că reziduul E384 are funcție dublă. Întâi acționează ca o bază generală pentru a activa apa ca nucleofil. Apoi acționează ca un acid general pentru scindarea legăturii C-N.
Funcția ionului de clor este foarte complexă și este încă dezbătută. Activarea anionică de către clor este o trăsătură specifică a ECA. A fost determinat experimental că activarea hidrolizei de către clor este foarte dependentă de substrat. În timp ce crește rata de hidroliză, de exemplu Hip-His-Leu, inhibă hidroliza altor substraturi, cum ar fi Hip-Ala-Pro. În condiții fiziologice, enzima ajunge la aproximativ 60% din valoarea maximă de activitate față de angiotensină I, în timp ce atinge întreagul potențial de activitate față de bradikinină. Prin urmare, se presupune că funcția anionului de activare din ECA oferă specificitate înaltă față de substrat. Alte teorii propun că ionul de clor ar putea pur și simplu stabiliza structura de ansamblu a enzimei.

## Relevanță în boli

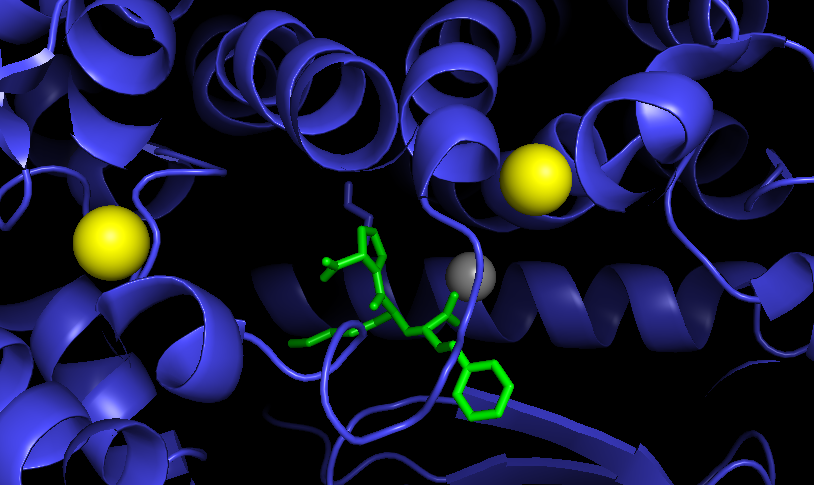
ECA în complex cu inhibitorul lisinopril, cationul de zinc colorat în gri, anionul de clor colorat în galben. Bazat pe imaginea PyMOL a PPB 1o86. Imaginea arată că lisinoprilul este un inhibitor competitiv, deoarece are o structură similară cu angiotensina I și se leagă la locusul activ al ACE.

Inhibitorii ECA sunt utilizați pe scară largă ca medicamente în tratamentul unor afecțiuni precum hipertensiune arterială, insuficiență cardiacă, nefropatia diabetică și diabet zaharat de tip 2.
Inhibitorii ECA inhibă ECA competitiv. Această acțiune duce la scăderea producției de angiotensină II și scăderea metabolismului bradikininei, ceea ce duce la dilatarea sistematică a arterelor și venelor și o scădere a tensiunii arteriale. În plus, inhibarea angiotensinei II diminuează secreția aldosteronului mediat de angiotensină II din cortexul suprarenal, ceea ce duce la o scădere a reabsorbției de apă și sodiu și o reducere a volumului extracelular.
Efectul ECA asupra bolii Alzheimer este încă extrem de dezbătut. La pacienții cu Alzheimer se observă, de obicei, niveluri mai mari de ECA în creier. Unele studii sugerează că inhibitorii ECA care sunt capabili să treacă bariera sânge-creier ar putea spori activitatea enzimelor care degradează peptida beta-amiloid, precum neprilisină, rezultând într-un ritm de dezvoltare mai lent a bolii Alzheimer. Cercetări mai recente sugerează că inhibitorii ECA pot reduce riscul de boala Alzheimer în absența alelelor apolipoproteina E4 (ApoE4), dar nu au nici un efect asupra transportatorilor de ApoE4. O altă ipoteză mai recentă susține că nivelurile mai ridicate de ECA pot preveni boala Alzheimer. Se presupune că ECA poate degrada beta-amiloidul în vasele de sânge din creier și, prin urmare, ajuta la prevenirea avansării bolii.

## Patologie
- Niveluri crescute de ECA sunt observate în sarcoidoză și sunt folosite în diagnosticarea și monitorizarea acestei boli. Niveluri ridicate de ECA sunt, de asemenea, găsite în lepră, hipertiroidism, hepatită acută, ciroză biliară primară, diabet zaharat, mielom multiplu, osteoartrită, amiloidoză, boala Gaucher, pneumoconioză, histoplasmoză, tuberculoză miliară.
- Nivelurile serice sunt scăzute în boli renale, boli pulmonare obstructive și hipotiroidism.

## Influența asupra performanței sportive
Studiile au arătat că diferite genotipuri ale enzimei de conversie a angiotensinei pot duce la diferite grade de influență asupra performanțelor atletice. Polimorfismul I/D al ECA constă fie într-o inserție (I) sau absența (D) a unei secvențe de alanină în intronul 16 al genei. Indivizii care au alela I au, de obicei, niveluri mai mici de ECA, în timp ce indivizii care au alela D au niveluri mai mari de ECA.
Indivizii purtători de alela D au un nivel mai mare de ECA, care determină niveluri mai mari de angiotensină II. În timpul exercițiilor fizice, tensiunea purtătorilor alelei D va crește mai repede decât în cazul purtătorilor de alela I. Acest lucru duce la un ritm cardiac maxim și absorbție maximă a oxigenului (VO2max) scăzute. Prin urmare, purtătorii de alela D au un procent mai mare cu 10% de a dezvolta boli cardiovasculare. În plus, alela D este asociată cu o creștere mai mare a ventriculului stâng ca răspuns la antrenament comparativ cu alela I. Pe de cealaltă parte, alela I demonstrează de obicei valori crescute a ritmului cardiac maxim datorat scăderii nivelului de ECA, niveluri maxime mai mari de absorbție a oxigenului și, prin urmare, demonstrează o rezistență îmbunătățită.
Alela I a fost observată mai frecvent în elita alergătorilor de distanță, vâslași și bicicliști. Printre înotătorii de distanță scurtă apare mai des alela D, deoarece disciplina lor se bazează mai mult pe forță decât rezistență.